# Synagoge (Reggio nell’Emilia)

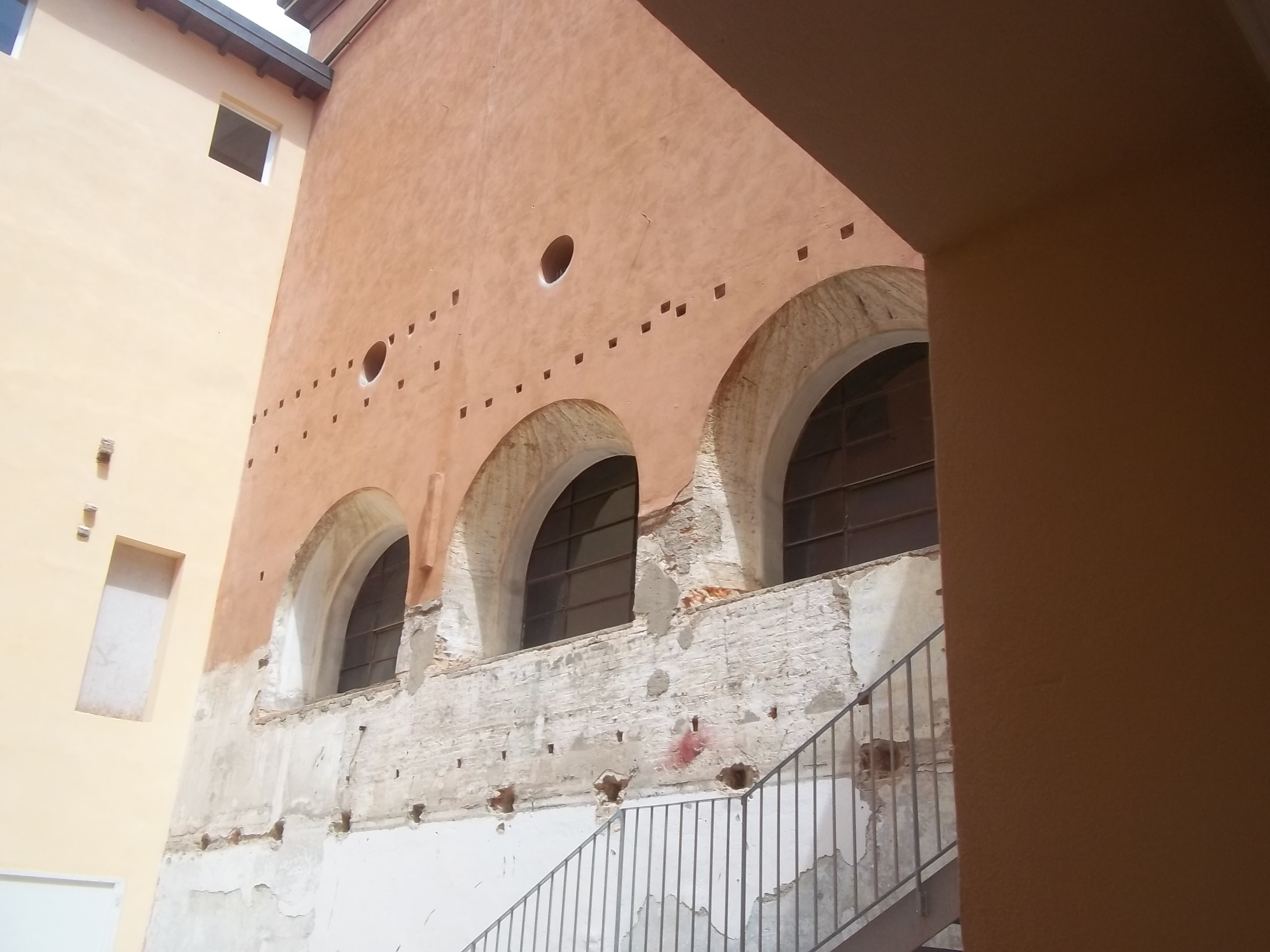
Synagoge in Reggio nell’Emilia

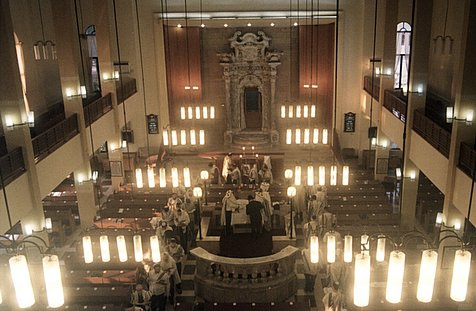
Kirjat Schmuel: Innenansicht

Die Synagoge in Reggio nell’Emilia, der Hauptstadt der italienischen Provinz Reggio Emilia in der Region Emilia-Romagna, wurde 1856 errichtet. Die Synagoge steht in der Via dell’Aquila, im früheren Ghetto.
Der neoklassizistische Bau wurde nach Plänen des Architekten Peter Reggio Marchelli auf dem Gelände eines Vorgängerbaus von 1672 erbaut. 
Die Synagoge wurde durch alliierte Bombenangriffe im Zweiten Weltkrieg beschädigt. Nach dem Krieg wurde die Inneneinrichtung der Synagoge, insbesondere der prachtvolle Toraschrein, nach Israel in die Synagoge von Kirjat Schmuel bei Haifa verbracht.
Im September 2008, anlässlich des neunten Tages der jüdischen Kultur, wurde das renovierte Gebäude wiedereröffnet und wird seither für Kulturveranstaltungen genutzt.

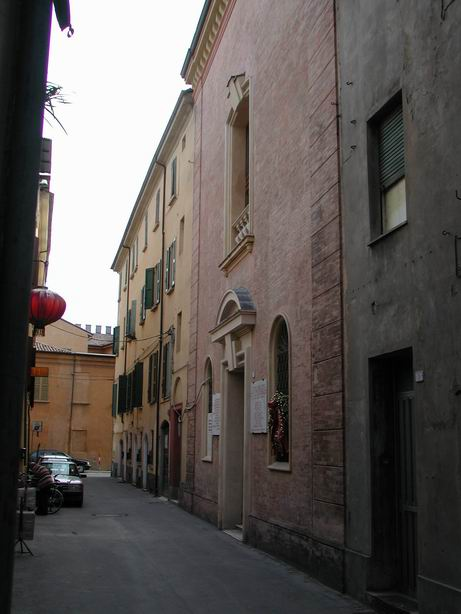
Blick auf die Synagoge in der Via dell’Aquila
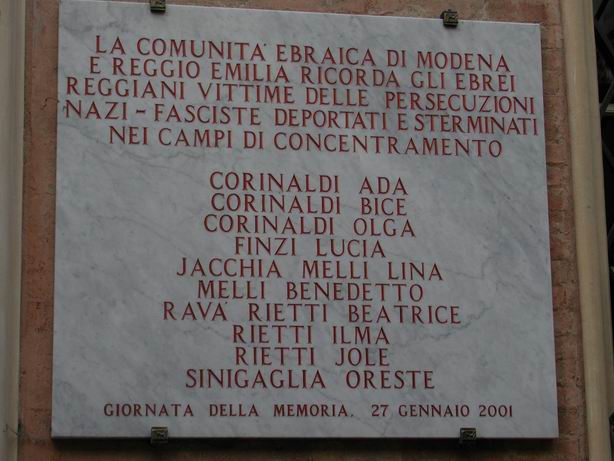
Gedenktafel
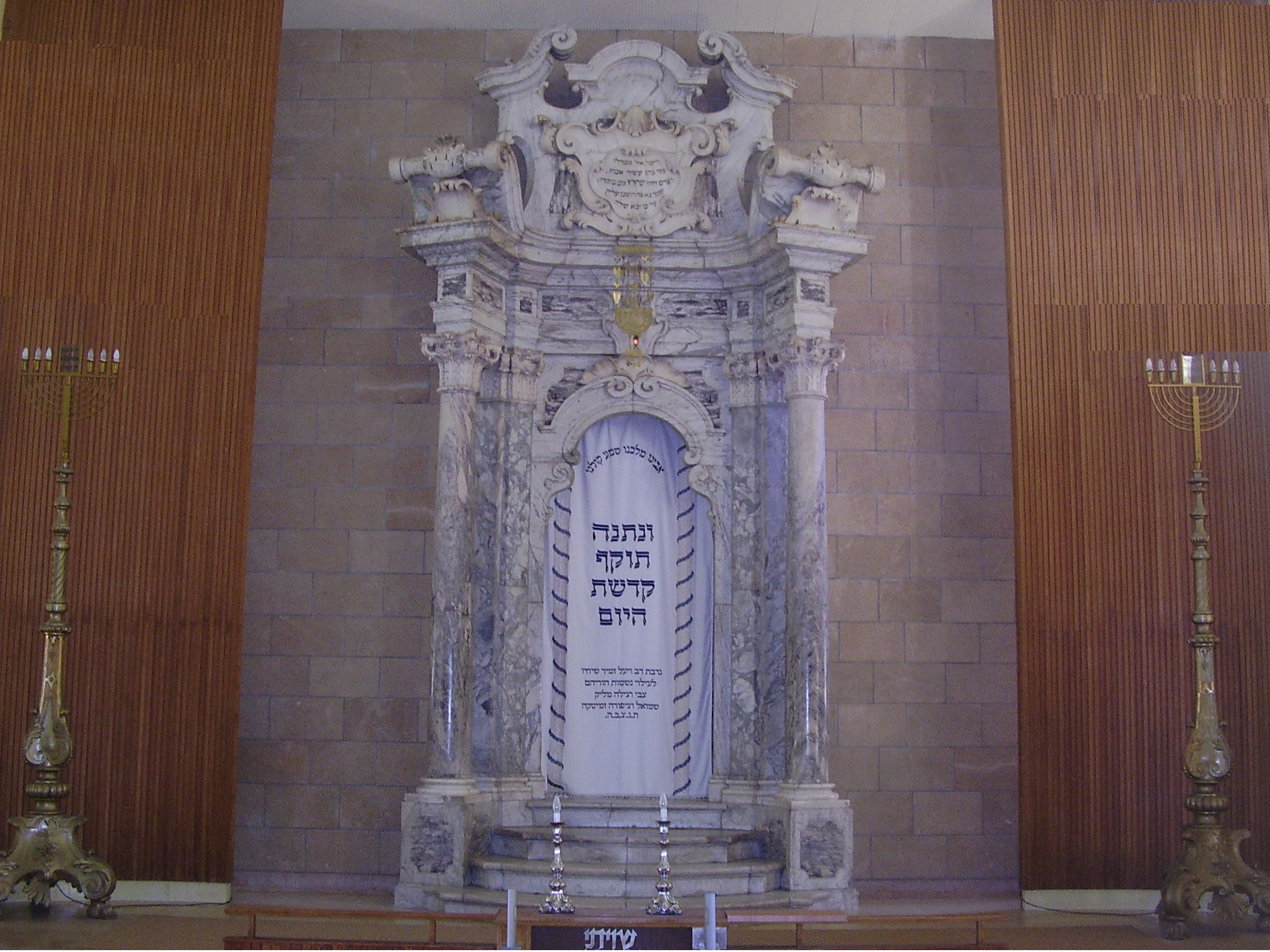
Toraschrein aus Reggio, in der Synagoge von Kirjat Schmuel